# Tandem (paard en wagen)

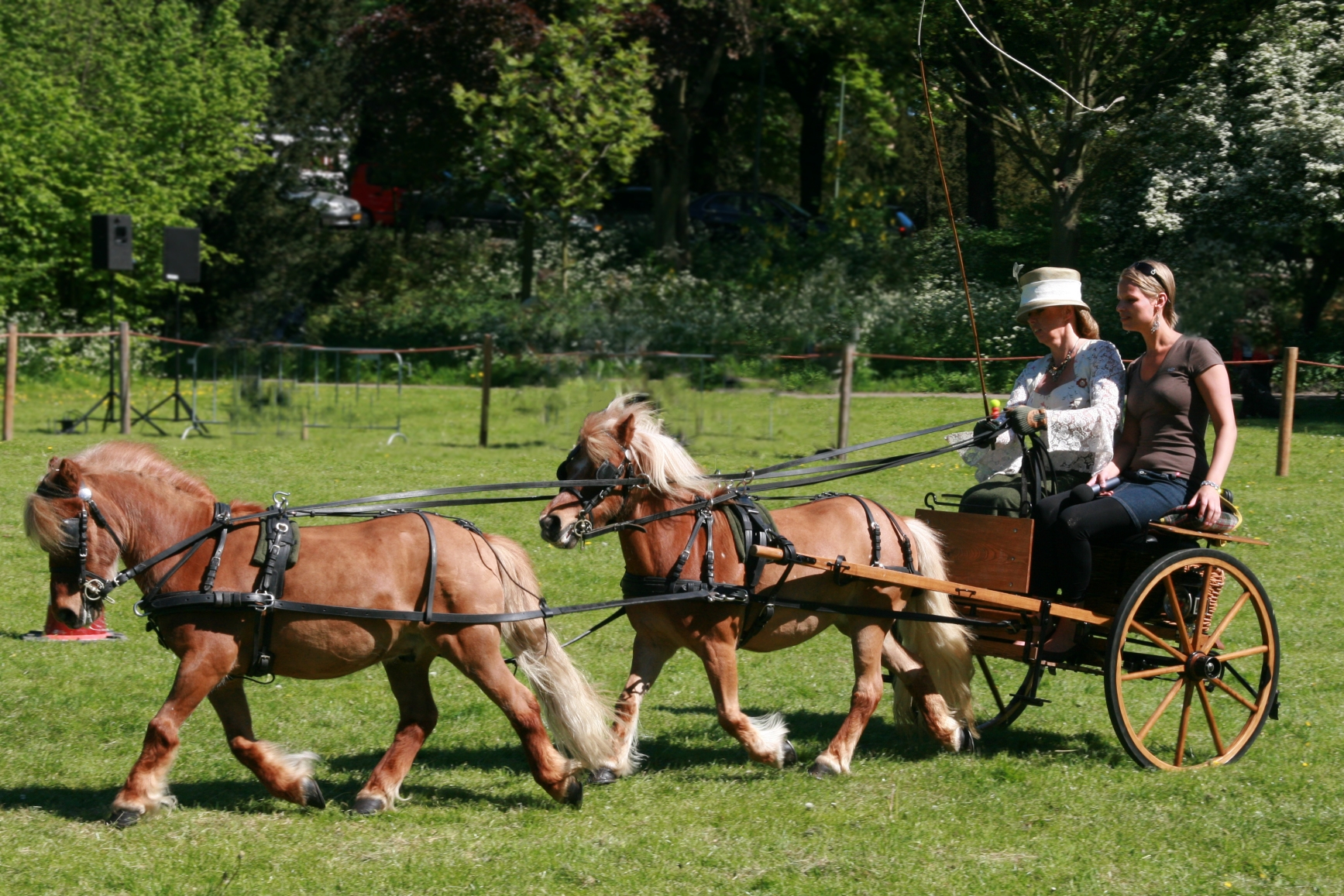
Tandemrijden met twee pony's

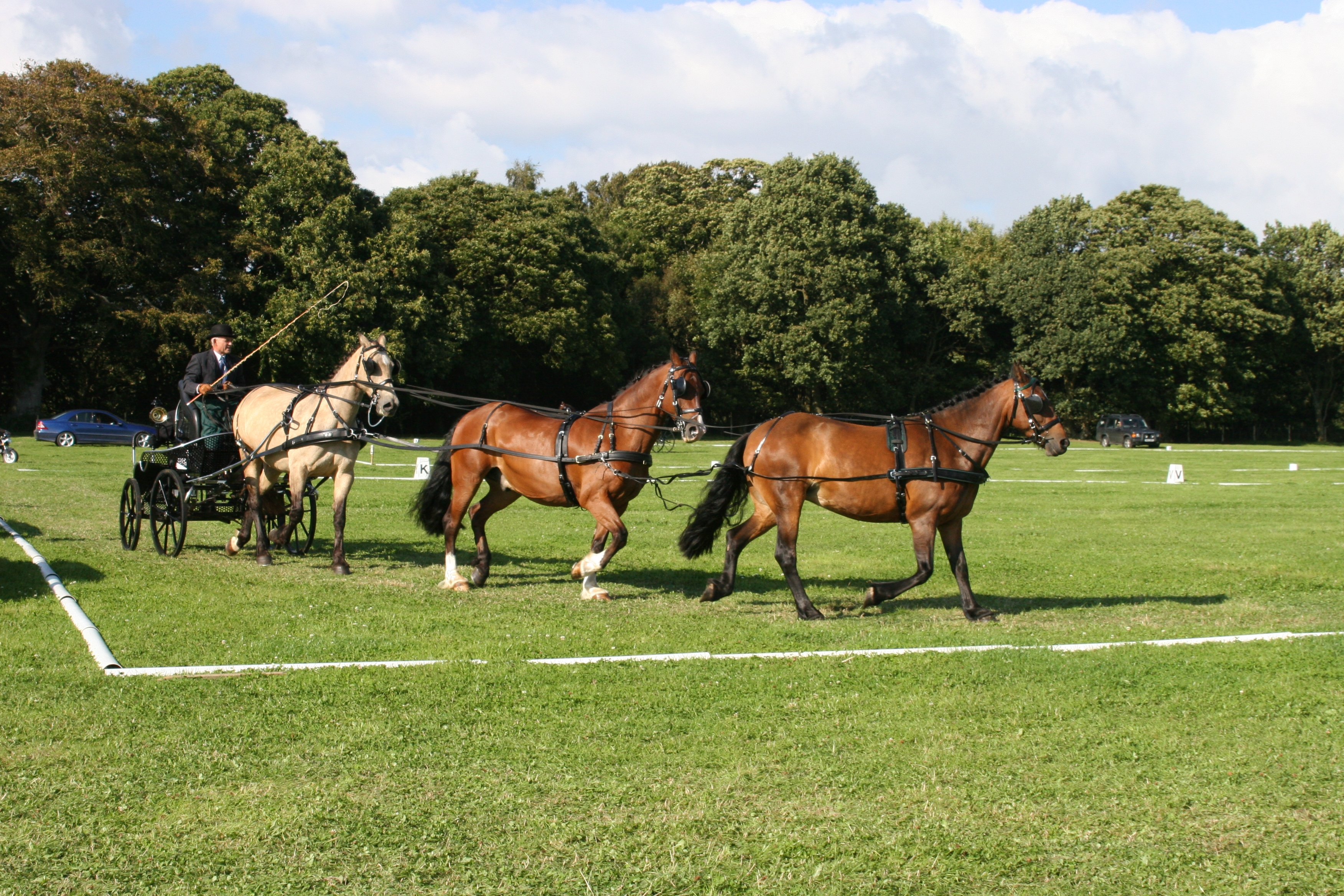
Randem

Met tandem wordt een manier van inspannen van trekdieren aangeduid. Twee paarden of andere trekdieren lopen achter elkaar voor de wagen, kar of koets. Twee paarden naast elkaar noemt men een twee- of dubbelspan.
Het achterste paard trekt de wagen; het voorste paard heeft niets te trekken en kan tijdens het lopen ontspannen. Na verloop van tijd worden de dieren omgewisseld. Door op deze manier te mennen konden grotere afstanden worden overbrugd zonder tussentijds lang voor rustpauzes te hoeven stoppen.
Drie paarden voor elkaar wordt een 'randem' genoemd en is in de mensport vrij zeldzaam.

## Afbeeldingen

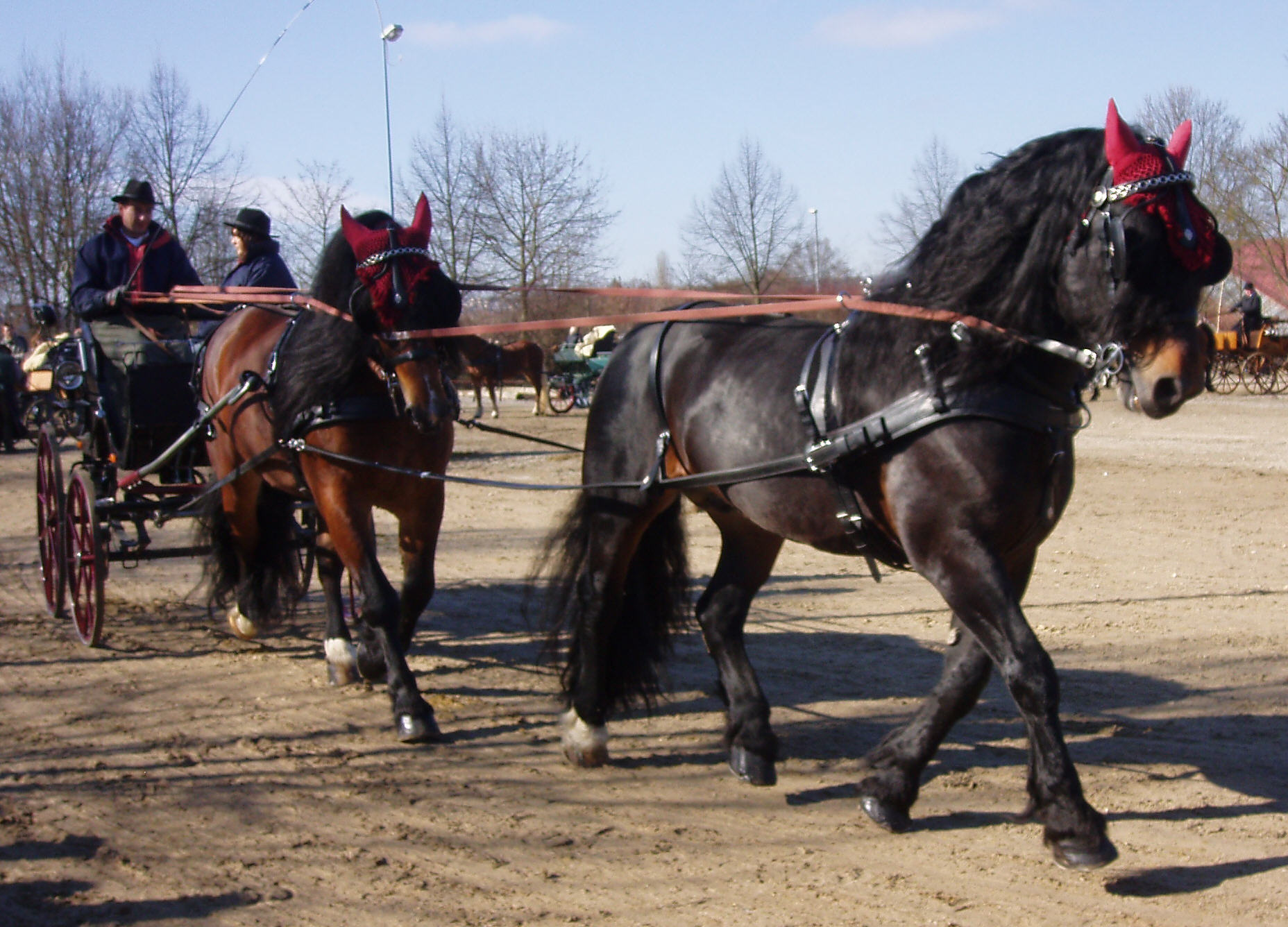
Tandem met twee Noriker
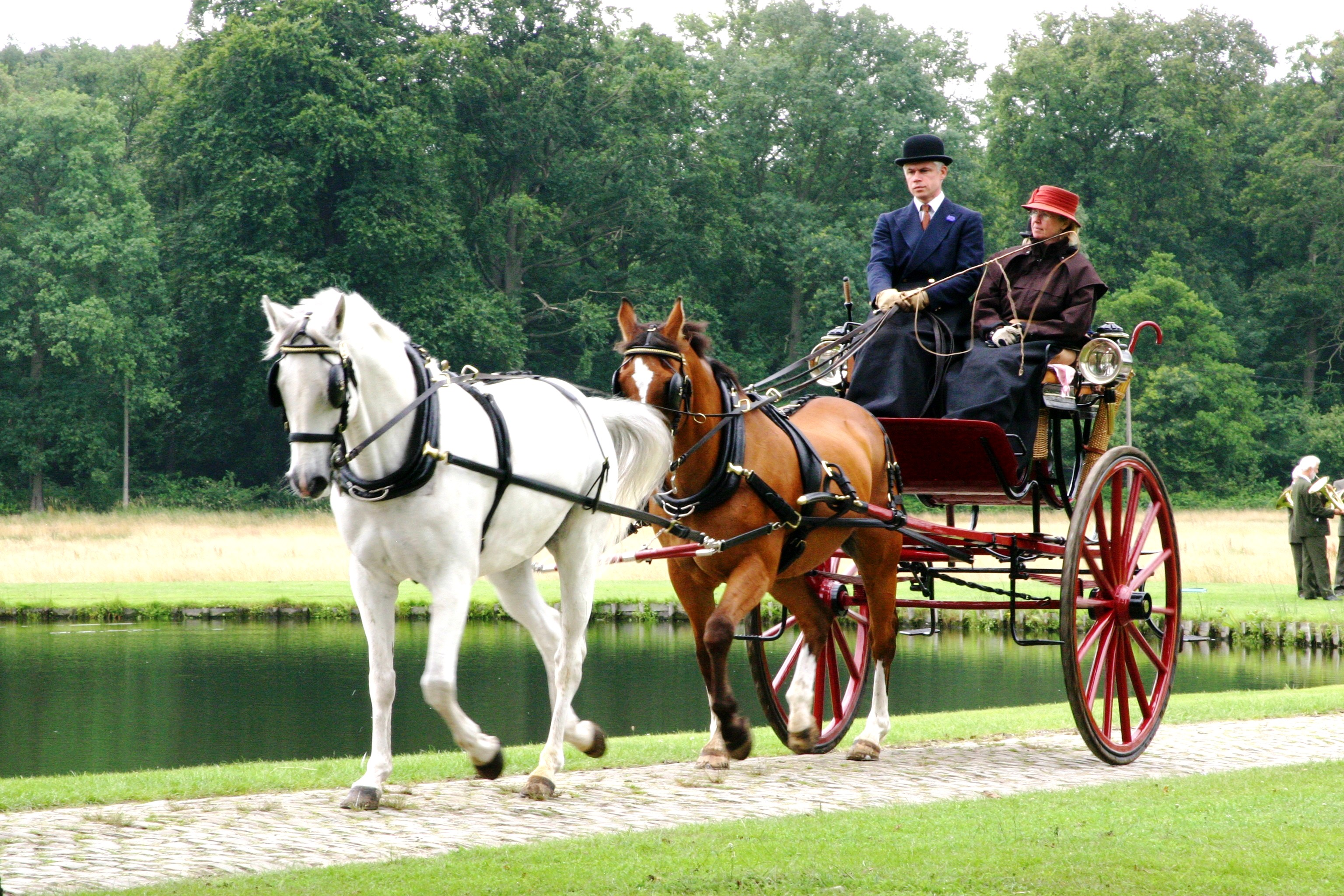
Tandem voor een sjees
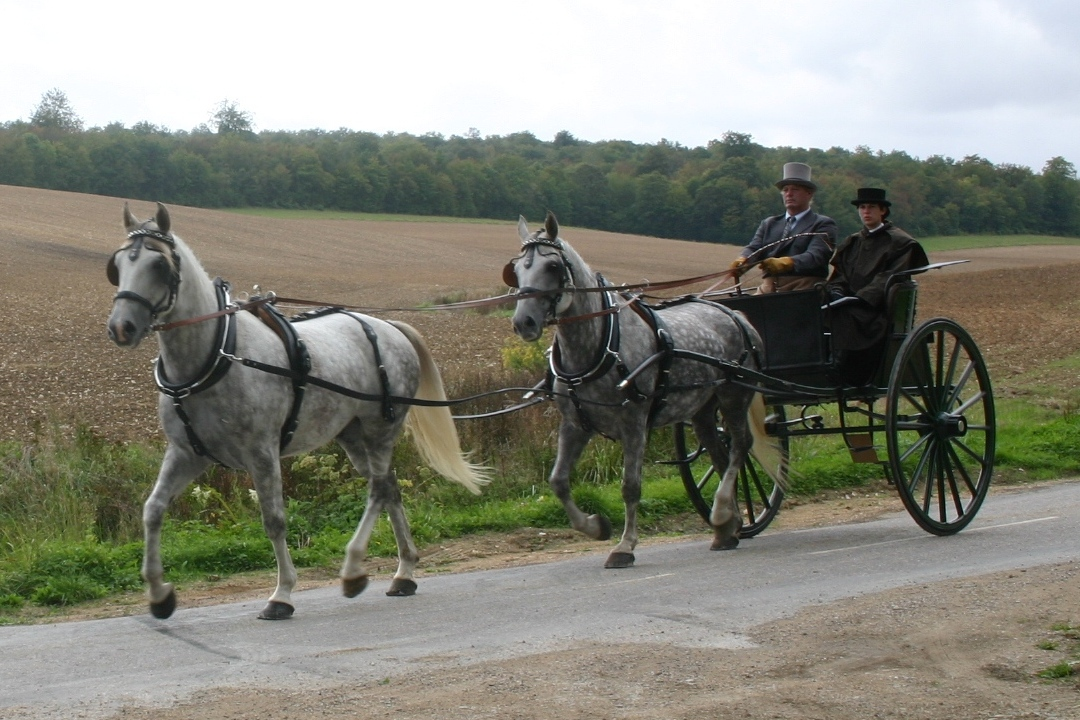
Tandem met twee schimmels